# Max Mayr (Wasserbauingenieur)
Max Mayr (* 23. Februar 1853 in Landsberg am Lech; † 15. Februar 1916 in München) war ein deutscher Wasserbauingenieur.

## Leben
Max Mayr schloss 1871 das Wilhelmsgymnasium München mit hervorragenden Leistungen ab.
Er war im Laufe seiner späteren Karriere Ministerialrat im königlich bayerischen Ministerium des Inneren in München.
1909 wies er die königliche Sektion für Wildbachverbauung in Rosenheim an, Geschiebevorgänge in den 1,8 km der Tiroler Ache vor der Mündung in den Chiemsee zu untersuchen. Seine Maßnahmen im Bereich des Flussbaus am Inn und der Salzach waren aufwandminimiert.
Um ein aufwendiges Verlegen der Flüsse während der Wintermonate zum Einbau des Sohlgerinnes zu vermeiden, ließ er Stampfbetonsohlplatten, (Sinksteine, Vorfußplatten) entlang der Uferlinie des Niederwasserstandes fertigen, hinter dieser ließ er landseitig Steindeponien (Steinschlaue) einbauen.
In dem Maße, wie sich das Flussbett eintiefte, sollten die Sinksteine an ihren Zielort gleiten und den dahinter angehäuften Bruchsteinvorrat zurückhalten.
1899 erwarb er sich anlässlich des Innhochwassers als Vorstand des königlichen Straßen- und Flussbauamtes Verdienste um die Stadt Traunstein, die 1908 mit der Verleihung des Ehrenbürgerrechts gewürdigt wurden.
1919 wurden posthum unter seiner Ägide ermittelte Grundwasserverhältnisse des Erdinger Mooses und der Mittleren Isar im Rahmen einer Machbarkeitsstudie zum Mittleren Isarkanal wiedergegeben.